# Danh sách tiểu hành tinh: 28101–28200
| Tên                | Tên đầu tiên | Ngày phát hiện            | Nơi phát hiện                      | Người phát hiện                                  |
| ------------------ | ------------ | ------------------------- | ---------------------------------- | ------------------------------------------------ |
| 28101 -            | 1998 RP71    | ngày 14 tháng 9 năm 1998  | Socorro                            | LINEAR                                           |
| 28102 -            | 1998 RM79    | ngày 14 tháng 9 năm 1998  | Socorro                            | LINEAR                                           |
| 28103 -            | 1998 RK80    | ngày 14 tháng 9 năm 1998  | Socorro                            | LINEAR                                           |
| 28104 -            | 1998 SL1     | ngày 16 tháng 9 năm 1998  | Caussols                           | ODAS                                             |
| 28105 -            | 1998 SC4     | ngày 18 tháng 9 năm 1998  | Caussols                           | ODAS                                             |
| 28106 -            | 1998 SE10    | ngày 16 tháng 9 năm 1998  | Caussols                           | ODAS                                             |
| 28107 -            | 1998 SA13    | ngày 22 tháng 9 năm 1998  | Ondřejov                           | L. Šarounová                                     |
| 28108 Sydneybarnes | 1998 SB24    | ngày 17 tháng 9 năm 1998  | Anderson Mesa                      | LONEOS                                           |
| 28109 -            | 1998 SA29    | ngày 18 tháng 9 năm 1998  | Kitt Peak                          | Spacewatch                                       |
| 28110 -            | 1998 SG30    | ngày 19 tháng 9 năm 1998  | Kitt Peak                          | Spacewatch                                       |
| 28111 -            | 1998 SY31    | ngày 20 tháng 9 năm 1998  | Kitt Peak                          | Spacewatch                                       |
| 28112 -            | 1998 SN37    | ngày 21 tháng 9 năm 1998  | Kitt Peak                          | Spacewatch                                       |
| 28113              | 1998 SD43    | ngày 23 tháng 9 năm 1998  | Xinglong                           | Chương trình tiểu hành tinh Bắc Kinh Schmidt CCD |
| 28114              | 1998 SE43    | ngày 23 tháng 9 năm 1998  | Xinglong                           | Beijing Schmidt CCD Asteroid Program             |
| 28115 -            | 1998 SN50    | ngày 26 tháng 9 năm 1998  | Kitt Peak                          | Spacewatch                                       |
| 28116 -            | 1998 SP56    | ngày 17 tháng 9 năm 1998  | Anderson Mesa                      | LONEOS                                           |
| 28117 -            | 1998 SK57    | ngày 17 tháng 9 năm 1998  | Anderson Mesa                      | LONEOS                                           |
| 28118 -            | 1998 SR57    | ngày 17 tháng 9 năm 1998  | Anderson Mesa                      | LONEOS                                           |
| 28119 -            | 1998 SX71    | ngày 21 tháng 9 năm 1998  | La Silla                           | E. W. Elst                                       |
| 28120 -            | 1998 SX72    | ngày 21 tháng 9 năm 1998  | La Silla                           | E. W. Elst                                       |
| 28121 -            | 1998 SY72    | ngày 21 tháng 9 năm 1998  | La Silla                           | E. W. Elst                                       |
| 28122 -            | 1998 SJ74    | ngày 21 tháng 9 năm 1998  | La Silla                           | E. W. Elst                                       |
| 28123 -            | 1998 SM74    | ngày 21 tháng 9 năm 1998  | La Silla                           | E. W. Elst                                       |
| 28124 -            | 1998 SD79    | ngày 26 tháng 9 năm 1998  | Socorro                            | LINEAR                                           |
| 28125 -            | 1998 SR107   | ngày 26 tháng 9 năm 1998  | Socorro                            | LINEAR                                           |
| 28126 -            | 1998 SF109   | ngày 26 tháng 9 năm 1998  | Socorro                            | LINEAR                                           |
| 28127 -            | 1998 SL110   | ngày 26 tháng 9 năm 1998  | Socorro                            | LINEAR                                           |
| 28128 -            | 1998 ST118   | ngày 26 tháng 9 năm 1998  | Socorro                            | LINEAR                                           |
| 28129 -            | 1998 SF121   | ngày 26 tháng 9 năm 1998  | Socorro                            | LINEAR                                           |
| 28130 -            | 1998 SK124   | ngày 26 tháng 9 năm 1998  | Socorro                            | LINEAR                                           |
| 28131 -            | 1998 SX127   | ngày 26 tháng 9 năm 1998  | Socorro                            | LINEAR                                           |
| 28132 -            | 1998 SY128   | ngày 26 tháng 9 năm 1998  | Socorro                            | LINEAR                                           |
| 28133 -            | 1998 SS130   | ngày 26 tháng 9 năm 1998  | Socorro                            | LINEAR                                           |
| 28134 -            | 1998 SB131   | ngày 26 tháng 9 năm 1998  | Socorro                            | LINEAR                                           |
| 28135 -            | 1998 ST131   | ngày 26 tháng 9 năm 1998  | Socorro                            | LINEAR                                           |
| 28136 -            | 1998 SB134   | ngày 26 tháng 9 năm 1998  | Socorro                            | LINEAR                                           |
| 28137 -            | 1998 SY138   | ngày 26 tháng 9 năm 1998  | Socorro                            | LINEAR                                           |
| 28138 -            | 1998 SD141   | ngày 26 tháng 9 năm 1998  | Socorro                            | LINEAR                                           |
| 28139 -            | 1998 SN141   | ngày 26 tháng 9 năm 1998  | Socorro                            | LINEAR                                           |
| 28140 -            | 1998 SR144   | ngày 20 tháng 9 năm 1998  | La Silla                           | E. W. Elst                                       |
| 28141 -            | 1998 TC      | ngày 2 tháng 10 năm 1998  | Anderson Mesa                      | LONEOS                                           |
| 28142 -            | 1998 TU      | ngày 12 tháng 10 năm 1998 | Kitt Peak                          | Spacewatch                                       |
| 28143 -            | 1998 TK5     | ngày 13 tháng 10 năm 1998 | Đài thiên văn Zvjezdarnica Višnjan | K. Korlević                                      |
| 28144 -            | 1998 TN13    | ngày 13 tháng 10 năm 1998 | Kitt Peak                          | Spacewatch                                       |
| 28145              | 1998 TY18    | ngày 14 tháng 10 năm 1998 | Xinglong                           | Chương trình tiểu hành tinh Bắc Kinh Schmidt CCD |
| 28146 -            | 1998 TC32    | ngày 11 tháng 10 năm 1998 | Anderson Mesa                      | LONEOS                                           |
| 28147 -            | 1998 TD32    | ngày 11 tháng 10 năm 1998 | Anderson Mesa                      | LONEOS                                           |
| 28148 -            | 1998 TL34    | ngày 14 tháng 10 năm 1998 | Anderson Mesa                      | LONEOS                                           |
| 28149 -            | 1998 TX34    | ngày 14 tháng 10 năm 1998 | Anderson Mesa                      | LONEOS                                           |
| 28150 -            | 1998 UC1     | ngày 17 tháng 10 năm 1998 | Ondřejov                           | P. Pravec                                        |
| 28151 -            | 1998 UG6     | ngày 22 tháng 10 năm 1998 | Caussols                           | ODAS                                             |
| 28152 -            | 1998 UK8     | ngày 24 tháng 10 năm 1998 | Oizumi                             | T. Kobayashi                                     |
| 28153 -            | 1998 UU20    | ngày 29 tháng 10 năm 1998 | Đài thiên văn Zvjezdarnica Višnjan | K. Korlević                                      |
| 28154 -            | 1998 UQ26    | ngày 18 tháng 10 năm 1998 | La Silla                           | E. W. Elst                                       |
| 28155 -            | 1998 UB40    | ngày 28 tháng 10 năm 1998 | Socorro                            | LINEAR                                           |
| 28156 -            | 1998 UF41    | ngày 28 tháng 10 năm 1998 | Socorro                            | LINEAR                                           |
| 28157 -            | 1998 VY3     | ngày 11 tháng 11 năm 1998 | Caussols                           | ODAS                                             |
| 28158 -            | 1998 VT6     | ngày 12 tháng 11 năm 1998 | Oizumi                             | T. Kobayashi                                     |
| 28159 -            | 1998 VM7     | ngày 10 tháng 11 năm 1998 | Socorro                            | LINEAR                                           |
| 28160 -            | 1998 VC11    | ngày 10 tháng 11 năm 1998 | Socorro                            | LINEAR                                           |
| 28161 -            | 1998 VB13    | ngày 10 tháng 11 năm 1998 | Socorro                            | LINEAR                                           |
| 28162 -            | 1998 VD14    | ngày 10 tháng 11 năm 1998 | Socorro                            | LINEAR                                           |
| 28163 -            | 1998 VP15    | ngày 10 tháng 11 năm 1998 | Socorro                            | LINEAR                                           |
| 28164 -            | 1998 VY21    | ngày 10 tháng 11 năm 1998 | Socorro                            | LINEAR                                           |
| 28165 -            | 1998 VC25    | ngày 10 tháng 11 năm 1998 | Socorro                            | LINEAR                                           |
| 28166 -            | 1998 VP25    | ngày 10 tháng 11 năm 1998 | Socorro                            | LINEAR                                           |
| 28167 -            | 1998 VQ25    | ngày 10 tháng 11 năm 1998 | Socorro                            | LINEAR                                           |
| 28168 -            | 1998 VY25    | ngày 10 tháng 11 năm 1998 | Socorro                            | LINEAR                                           |
| 28169 -            | 1998 VZ29    | ngày 10 tháng 11 năm 1998 | Socorro                            | LINEAR                                           |
| 28170 -            | 1998 VC30    | ngày 10 tháng 11 năm 1998 | Socorro                            | LINEAR                                           |
| 28171 -            | 1998 VV30    | ngày 10 tháng 11 năm 1998 | Socorro                            | LINEAR                                           |
| 28172 -            | 1998 VZ30    | ngày 10 tháng 11 năm 1998 | Socorro                            | LINEAR                                           |
| 28173 -            | 1998 VY32    | ngày 11 tháng 11 năm 1998 | Chichibu                           | N. Sato                                          |
| 28174 -            | 1998 VC33    | ngày 12 tháng 11 năm 1998 | Chichibu                           | N. Sato                                          |
| 28175 -            | 1998 VM33    | ngày 15 tháng 11 năm 1998 | Oizumi                             | T. Kobayashi                                     |
| 28176 -            | 1998 VV43    | ngày 15 tháng 11 năm 1998 | Kitt Peak                          | Spacewatch                                       |
| 28177 -            | 1998 VO53    | ngày 14 tháng 11 năm 1998 | Socorro                            | LINEAR                                           |
| 28178 -            | 1998 WL1     | ngày 18 tháng 11 năm 1998 | Oizumi                             | T. Kobayashi                                     |
| 28179 -            | 1998 WR1     | ngày 18 tháng 11 năm 1998 | Oizumi                             | T. Kobayashi                                     |
| 28180 -            | 1998 WU1     | ngày 18 tháng 11 năm 1998 | Oizumi                             | T. Kobayashi                                     |
| 28181              | 1998 WW5     | ngày 19 tháng 11 năm 1998 | Nachi-Katsuura                     | Y. Shimizu, T. Urata                             |
| 28182 -            | 1998 WB10    | ngày 21 tháng 11 năm 1998 | Socorro                            | LINEAR                                           |
| 28183 -            | 1998 WM16    | ngày 21 tháng 11 năm 1998 | Socorro                            | LINEAR                                           |
| 28184 -            | 1998 WP17    | ngày 21 tháng 11 năm 1998 | Socorro                            | LINEAR                                           |
| 28185 -            | 1998 WJ18    | ngày 21 tháng 11 năm 1998 | Socorro                            | LINEAR                                           |
| 28186 -            | 1998 WK18    | ngày 21 tháng 11 năm 1998 | Socorro                            | LINEAR                                           |
| 28187 -            | 1998 WP19    | ngày 23 tháng 11 năm 1998 | Socorro                            | LINEAR                                           |
| 28188 -            | 1998 WV19    | ngày 25 tháng 11 năm 1998 | Socorro                            | LINEAR                                           |
| 28189 -            | 1998 WP22    | ngày 18 tháng 11 năm 1998 | Socorro                            | LINEAR                                           |
| 28190 -            | 1998 WU23    | ngày 25 tháng 11 năm 1998 | Socorro                            | LINEAR                                           |
| 28191 -            | 1998 WV23    | ngày 25 tháng 11 năm 1998 | Socorro                            | LINEAR                                           |
| 28192 -            | 1998 WE24    | ngày 25 tháng 11 năm 1998 | Socorro                            | LINEAR                                           |
| 28193 -            | 1998 WY30    | ngày 29 tháng 11 năm 1998 | Farra d'Isonzo                     | Farra d'Isonzo                                   |
| 28194 -            | 1998 WX37    | ngày 21 tháng 11 năm 1998 | Kitt Peak                          | Spacewatch                                       |
| 28195 -            | 1998 XW4     | ngày 12 tháng 12 năm 1998 | Oizumi                             | T. Kobayashi                                     |
| 28196 Szeged       | 1998 XY12    | ngày 15 tháng 12 năm 1998 | Piszkéstető                        | K. Sárneczky, L. Kiss                            |
| 28197 -            | 1998 XZ12    | ngày 15 tháng 12 năm 1998 | High Point                         | D. K. Chesney                                    |
| 28198 -            | 1998 XU16    | ngày 15 tháng 12 năm 1998 | Đài thiên văn Zvjezdarnica Višnjan | K. Korlević                                      |
| 28199 -            | 1998 XA42    | ngày 14 tháng 12 năm 1998 | Socorro                            | LINEAR                                           |
| 28200 -            | 1998 XF44    | ngày 14 tháng 12 năm 1998 | Socorro                            | LINEAR                                           |